# 叉手
《叉手》是香港1981年邵氏出品，張徹所執導的一部武打電影。

## 劇情簡介
故事敘述江湖上崛起一名為「叉手」的殺手組織，無惡不作，殺人無算且手段十分殘暴，為武林人士帶來一連串的浩劫。又因此一組織行事時均佩帶面具，故其成員究為何人無人知曉，更使得江湖中人心惶惶。
某日，「八臂哪吒」齊山雲（江生飾）手下探得叉手組織之總壇位於名曰景陽鎮的小鎮，並得知領袖叉手組織的叉頭必佩帶金色面具、操用金色長叉，於是齊山雲便率曾軍（錢小豪飾）、梁勇（朱客飾）等青年俠士前往該處一探究竟。
以大小足夠作為叉手組織總壇所在為依據，青年們認為叉頭極可能是世居景陽鎮的世家子弟凌雲志（鹿峰飾）以及行事亦正亦邪，雄霸一方的方祖光（王力飾）。然而於一次與兩人的會晤中，巡視在外的青年陳生康（林志泰飾）竟為叉頭所殺，使眾人對身懷武藝且行事詭異的客店伙頭高耀（郭追飾）產生懷疑，唯有曾軍深信其絕非叉手組織成員。
高耀有感於曾軍對己推心置腹，遂也不再隱瞞，向曾軍道出事情真相：原來高耀曾是叉手組織的二叉頭，因不滿組織行事，叛逃而出，隱性埋名於客店中躲避組織追查。在告知曾軍凌雲志及方祖光分別是大叉頭及三叉頭，新加入之二叉頭的身分仍然不明後，高耀表示欲遠走他方。曾軍獨自一人待返回客店時，竟為三大叉頭圍攻重傷，高耀在路人得知有人受傷折返回來看，曾軍在死前向高耀透露二叉頭的身分為梁勇。曾軍使計將梁勇的真實身分曝光給齊山雲等人知曉後帶領其餘俠士來到叉頭總壇與叉頭們決一死戰，最終全部叉頭和其餘俠士連接陣亡，只剩下高耀與齊山雲存活將三大叉頭除掉。

## 人物角色
| 角色名稱 | 演員   | 備註 |
| -------- | ------ | --- |
| 高耀     | 郭追   | 前叉手組織二叉頭，因目睹龍從風、龍從海被殺；龍仙兒被輪姦一事而不再同流合污，退出叉手組織。退出叉手組織後藏在客店當伙頭。曾軍好友。結局與齊山雲等人於破廟殲滅叉手組織。 |
| 曾軍     | 錢小豪 | 武林英傑，於客店結識高耀而成為好友。被三大叉頭殺害，臨終前得知梁勇為二叉頭，向高耀道出梁勇為二叉頭後死亡。                                                             |
| 齊山雲   | 江生   | 武林英傑，號召一眾俠士圍剿叉手 |
| 凌雲志   | 鹿峰   | 景陽鎮世家子弟，家財富裕，實為叉手組織大叉頭 |
| 梁勇     | 朱客   | 高耀退出後不到半年新加盟的二叉頭，亦為埋伏在俠義道中的臥底。 |
| 方祖光   | 王力   | 景陽鎮武林大豪，表面與凌雲志不和，實為叉手組織三叉頭 |
| 魏方     | 余太平 | |
| 龍從風   | 石崗   | 龍門四絕之一，龍家長子 |
| 龍從雨   | 蕭玉   | 龍門四絕之一，龍家次子 |
| 龍從江   | 劉晃世 | 龍門四絕之一，龍家三子 |
| 韓炎彰   | 趙國   | |
| 龍仙兒   | 韓麗芬 | 龍家四女 |
| 楊清彪   | 梁焯坤 | |
| 王振林   | 王華   | |
| 陳生康   | 林志泰 | |
| 方英     | 魏添財 | |
|          | 阮崇樂 | |
|          | 王憾塵 | 客店掌櫃 |
| 杜剛     | 薛春煒 | |
|          | 唐玉祥 | |
| 崔亮     | 洪新南 | 白虎莊少莊主 |
|          | 陳鴻   | |
|          | 歐志雄 | |
|          | 陳德凱 | |
|          | 夏國榮 | |
|          | 黃家良 | 叉手 |
|          | 譚偉民 | 叉手 |
|          | 蔡國強 | |
| 張成     | 梁耀文 | |
|          | 黎友興 | 凌家家僕 |
|          | 尹相林 | 客店夥計 |
|          | 西瓜刨 | 酒樓夥計 |
|          | 張照   | |
|          | 李允武 | |
|          | 閔敏   | 投店旅客 |
|          | 金天柱 | 投店旅客 |

## 其他製作人員
- 執行製片：陳列
- 助導：江生、盧遠鳴
- 武術指導：郭追、鹿峰、江生、朱客
- 劇務：劉清鵬
- 燈光：陳芬、關英全
- 道具：黎沃
- 化妝：吳緒清、劉繼承
- 梳妝：彭雁聯
- 服裝：劉季友
- 佈景：曹莊生

## 外部連結
- 開眼電影網上《叉手》的資料（繁體中文）
- 香港影庫上《叉手》的資料（繁體中文）
- 豆瓣电影上《叉手》的資料 （简体中文）
- 时光网上《叉手》的資料（简体中文）
- AllMovie上《叉手》的资料（英文）
- 爛番茄上《叉手》的資料（英文）
- 互联网电影数据库（IMDb）上《叉手》的资料（英文）